# Notopygos andrewsi
Notopygos andrewsi är en ringmaskart som beskrevs av Monro 1924. Notopygos andrewsi ingår i släktet Notopygos och familjen Amphinomidae. Inga underarter finns listade i Catalogue of Life.